# Sapiwi
Sapiwi è una circoscrizione rurale (rural ward) della Tanzania situata nel distretto di Bariadi, regione del Simiyu. Conta una popolazione di 19 356 abitanti (censimento 2012).